# Typhlops mcdowelli
Typhlops mcdowelli este o specie de șerpi din genul Typhlops, familia Typhlopidae, descrisă de Wallach 1996.
Este endemică în Papua New Guinea. Conform Catalogue of Life specia Typhlops mcdowelli nu are subspecii cunoscute.